# Landkreis Teplitz-Schönau

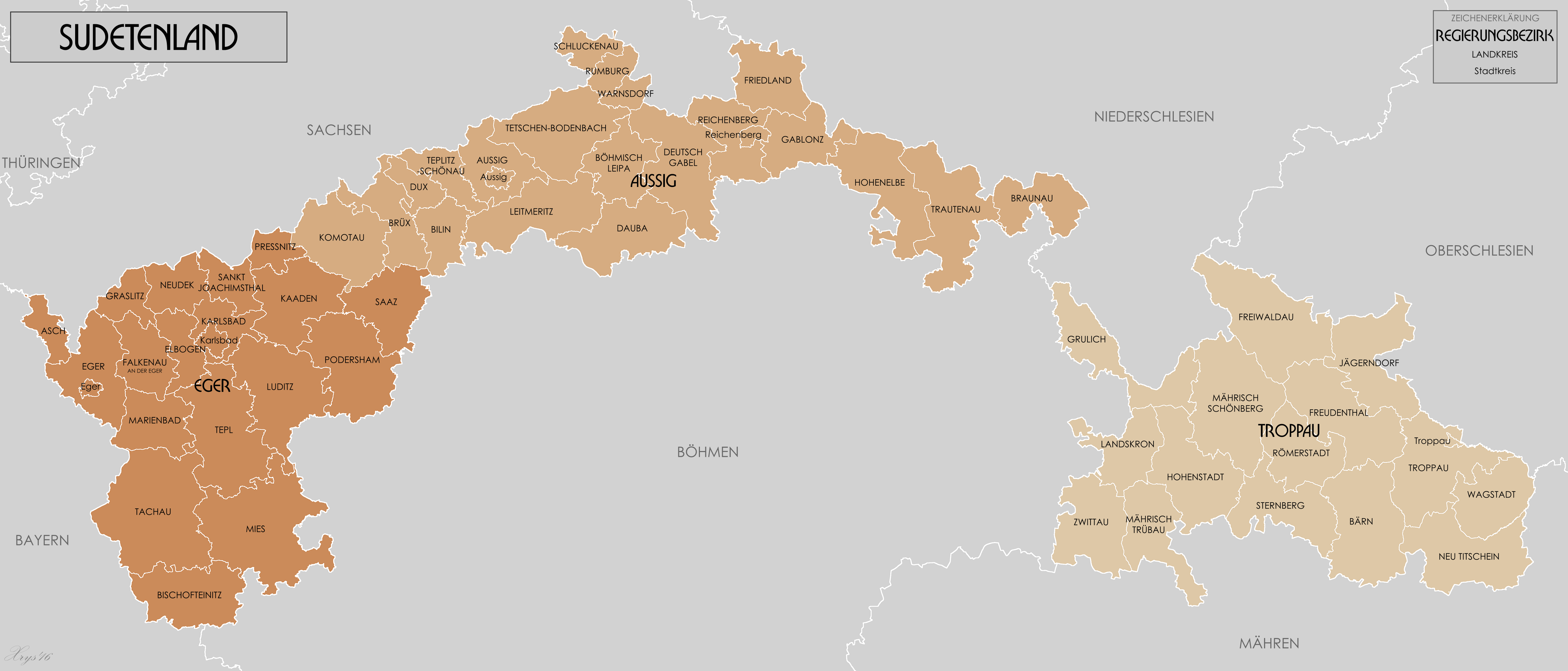
Verwaltungskarte des Reichsgaus Sudetenland

Der deutsche Landkreis Teplitz-Schönau bestand in der Zeit zwischen 1938 und 1945. Er umfasste am 1. Januar 1945 drei Städte:
- Graupen
- Niklasberg
- Teplitz-Schönau

und 33 weitere Gemeinden.
Am 1. Dezember 1930 hatte das Gebiet des Landkreises Teplitz-Schönau 111.482 Einwohner, am 17. Mai 1939 waren es 97.121 und am 22. Mai 1947 umfasste es 71.999 Bewohner.

## Verwaltungsgeschichte

### Tschechoslowakei / Deutsche Besatzung
Vor dem Münchner Abkommen vom 29. September 1938 gehörte der politische Bezirk Teplice-Šanov zur Tschechoslowakei.
In der Zeit vom 1. bis 10. Oktober 1938 besetzten deutsche Truppen das Sudetenland. Der politische Bezirk Teplice-Šanov trug fortan die frühere deutsch-österreichische Bezeichnung Teplitz-Schönau. Der politische Bezirk Teplitz-Schönau umfasste den Gerichtsbezirk Teplitz-Schönau. Seit dem 20. November 1938 führte der politische Bezirk Teplitz-Schönau die Bezeichnung „Landkreis“. Er unterstand bis zu diesem Tage dem Oberbefehlshaber des Heeres, Generaloberst Walther von Brauchitsch, als Militärverwaltungschef.

### Deutsches Reich
Am 21. November wurde das Gebiet des Landkreises Teplitz-Schönau förmlich in das Deutsche Reich eingegliedert und kam zum Verwaltungsbezirk der Sudetendeutschen Gebiete unter dem Reichskommissar Konrad Henlein.
Sitz der Kreisverwaltung wurde die Stadt Teplitz-Schönau.
Ab dem 15. April 1939 galt das Gesetz über den Aufbau der Verwaltung im Reichsgau Sudetenland (Sudetengaugesetz). Danach kam der Landkreis Teplitz-Schönau zum Reichsgau Sudetenland und wurde dem neuen Regierungsbezirk Aussig zugeteilt.
Zum 1. Mai 1939 wurde eine Neugliederung der teilweise zerschnittenen Kreise im Sudetenland verfügt. Danach blieb der Landkreis Teplitz-Schönau in seinen bisherigen Grenzen erhalten. Er erhielt ferner vom Landkreis Leitmeritz die Gemeinde Schima.
Bei diesem Zustand blieb es bis zum Ende des Zweiten Weltkriegs.

### Tschechoslowakei / Tschechische Republik
Seit dem Jahr 1945 gehörte das Gebiet bis zu ihrer Auflösung zur Tschechoslowakei, die Deutschen wurden aufgrund der Beneš-Dekrete vertrieben. Heute ist es ein Teil der Tschechischen Republik.

## Landräte
1938: Woletz
1939: Wilhelm Bruy
1939–1945: Rudolf Wenzel

## Kommunalverfassung
Bereits am Tag vor der förmlichen Eingliederung in das Deutsche Reich, nämlich am 20. November 1938, wurden alle Gemeinden der Deutschen Gemeindeordnung vom 30. Januar 1935 unterstellt, welche die Durchsetzung des Führerprinzips auf Gemeindeebene vorsah. Es galten fortan die im bisherigen Reichsgebiet üblichen Bezeichnungen, nämlich statt:
- Ortsgemeinde: Gemeinde,
- Marktgemeinde: Markt,
- Stadtgemeinde: Stadt,
- Politischer Bezirk: Landkreis.

## Ortsnamen
Es galten die bisherigen Ortsnamen weiter, und zwar in der deutsch-österreichischen Fassung von 1918.